# مارك لورينز
مارك لورينز (بالألمانية: Marc Lorenz)‏ (18 يوليو 1988 بمونستر في ألمانيا - ) هو لاعب كرة قدم ألماني في مركز الوسط. لعب مع أرمينيا بيليفيلد وشالكه 04 وفيهين فيسبادن وArminia Bielefeld II ‏ ونادي بروسيا مونستر وSportfreunde Lotte ‏.

## وصلات خارجية
- مارك لورينز على موقع قاعدة بيانات كرة القدم.إي يو (الإنجليزية)
- مارك لورينز على موقع بيانات كرة القدم. دي إي (الألمانية)
- مارك لورينز على موقع Soccerway.com (الإنجليزية)
- مارك لورينز على موقع عالم كرة القدم.نت (الإنجليزية)